# Sikoly 4.
A Sikoly 4. (eredeti cím: Scream 4) 2011-ben bemutatott amerikai tinihorror, amelyet Kevin Williamson forgatókönyvéből Wes Craven rendezett. A film a Sikoly-sorozat negyedik része.
A főbb szerepekben David Arquette, Neve Campbell, Courteney Cox, Emma Roberts, Hayden Panettiere, Anthony Anderson, Alison Brie, Adam Brody, Rory Culkin, Marielle Jaffe, Erik Knudsen, Mary McDonnell, Marley Shelton és Nico Tortorella látható.
Jegyeladások tekintetében jól teljesített, de kritikai fogadtatása vegyes volt.

## Cselekmény
|  | Alább a cselekmény részletei következnek! |

Az eredeti Woodsboro-i mészárlás 15. évfordulóján, két iskolás lányt, Jenny Randall-t és Marnie Cooper-t meggyilkolja az ismét színre lépő szellemálarcos.
Másnap Sidney Prescott a sikeres írónő, menedzsere társaságában visszatér szülővárosába, hogy új könyvét népszerűsítse. A nő bérelt kocsijában megtalálják a gyilkosság bizonyítékait, és Sid-nek a városban kell maradnia, amíg megoldják az ügyet. Közben a nő unokahúga, Jill és annak barátnője Olivia fenyegető hívásokat kapnak. Az ügyet Dewey Riley sheriff kapja, és helyettese, Judy Hicks segíti. Gale hozzáment Dewey-hoz, és az írói karrierjét építgeti. Sidney nagynénje, Kate és Jill házába költözik. Később Jill meg a barátnője Kirby éppen horrorfilmet néznek, és Oliviával aki a szomszédban lakik, beszélgetnek telefonon. Megjelenik a maszkos és a lányok szeme láttára végez Oliviával. Sidney átrohan, ahol a gyilkos megsebesíti a rémült Jill-t majd elmenekül. A kórházban Sid összeveszik Rebeca-val a menedzserével, akit később a kórház autóparkolójában megölnek. Gale két középiskolás, Charlie és Robbie segítségével rájön, hogy a tettes egy remake-et csinál, ugyanis felveszi a gyilkosságokat. Charlie azt mondja, hogy valószínűleg az aznap esti partijukon csap majd le újra. Gale elmegy a buliba, az álarcos pedig megsebesíti őt, de mire Dewey odaér, eltűnik. A nőt beszállítják a kórházba. Eközben Sidney felfedezi hogy unokahúga elszökött Kirby-hez. Éppen indulnának, Jill-ért, de a gyilkos megöli Kate-et. Judy Hicks megérkezik és felfedezi hogy a család védelmére kirendelt két rendőr halott. Sidney elsiet Kirby házába, hogy megmentse a lányok életét.
Jill, volt pasija Trevor, Charlie, Robbie és Kirby, a lány házában afterpartiznak. A részeg Robbie, az udvaron kóvályog, felbukkan az álarcos és végez a fiúval. Sid eközben megérkezik a házba. Megtalálja Kirby-t, és lemennek a pincébe. Az ajtóból látják hogy Charlie egy székhez van kötve, a gyilkos felhívja a lányt, és kérdéseket tesz fel neki a fiú életéért cserébe, míg Sidney felmegy megkeresni Jill-t. Kirby jól válaszolt a kérdésekre, kimegy hogy kiszabadítsa a fiút, de az leszúrja a lányt. Charlie megtámadja Sid-et, felfedvén hogy ő a tettes. Majd feltűnik a másik gyilkos is: Jill. A lány elmagyarázza rokonának, hogy mindig féltékeny volt rá, a nagy túlélőre, hogy mindig ő volt a középpontban, és ha megöli őt, ő válik áldozattá. Charlie kihúzza Trevor-t a szekrényből, akivel Jill végez, majd elmagyarázza társának hogy a média jobban szereti a magányos túlélőket, és őt is megöli. Leszúrja Sid-et, aki összeesik. Jill megcsonkítja magát, hogy úgy tűnjön mintha Trevor és Charlie lenne a tettes. A kiérkező Dewey-t nagyon megrázza a vérontás.
Sidney és Jill kórházba kerül és amikor a lány megtudja hogy Sid életben maradt ismét az életére tör. Gale eközben tudtán kivül, ráébreszti férjét hogy Jill a gyilkos. A szobához érve a lány leüti a seriffet, és lelövi Hicks-et is. Gale is feltűnik akit a lány éppen meg akarna ölni, amikor hirtelen Sidney a defibrillátorral megöli őt. Eközben, a hírekben riporterek sokasága említi, Jill Roberts-t, a hős túlélőt.
|  | Itt a vége a cselekmény részletezésének! |

## Szereplők
| Szerep                     | Színész           | Magyar hang        |
| -------------------------- | ----------------- | ------------------ |
| Sidney Prescott            | Neve Campbell     | Zsigmond Tamara    |
| Dewey Riley                | David Arquette    | Crespo Rodrigo     |
| Gale Weathers-Riley        | Courteney Cox     | Náray Erika        |
| Jill Roberts               | Emma Roberts      | Bogdányi Titanilla |
| Kirby Reed                 | Hayden Panettiere | Molnár Ilona       |
| Judy Hicks seriffhelyettes | Marley Shelton    | Mezei Kitty        |
| Charlie Walker             | Rory Culkin       | Baráth István      |
| Robbie Mercer              | Erik Knudsen      | Markovics Tamás    |
| Rebecca Walters            | Alison Brie       | Kökényessy Ági     |
| Trevor Shelton             | Nico Tortorella   | Előd Botond        |
| Olivia Morris              | Marielle Jaffe    | Roatis Andrea      |
| Kate Roberts               | Mary McDonell     | Götz Anna          |
| Hoss rendőrtiszt           | Adam Brody        | Renácz Zoltán      |
| Perkins rendőrtiszt        | Anthony Anderson  | Törköly Levente    |
| Jenny Randall              | Aimee Teegarden   | Dögei Éva          |
| Marnie Cooper              | Britt Robertson   | Talmács Márta      |
| A gyilkos hangja           | Roger L. Jackson  | Megyeri János      |